# Mostaccino
Il mostaccino è un biscotto speziato tipico della città di Crema. Utilizzato principalmente nella preparazione del ripieno dei Tortelli cremaschi, annovera fra gli ingredienti la noce moscata, la cannella, il chiodo di garofano, il macis, il coriandolo, l'anice stellato, il pepe nero e il cacao.